# فروفاتريبتان
فروفاتريبتان (بالإنجليزية: Frovatriptan)‏ هو أحد أدوية مجموعة التريبتانات متوفر تحت اسم تجاري هو فروفا (بالإنجليزية: Frova)‏ طورتها فيرناليس لعلاج الصداع النصفي والوقاية من صداع الطمث. هذا الدواء تسوقه إندو للصناعات الصيدلانية في أمريكا الشمالية، وتسوقه ميناريني في أوروبا.